# 市原サービスエリア
市原サービスエリア（いちはらサービスエリア）は、千葉県市原市にある館山自動車道のサービスエリアである。
一般道からの利用も可能。また、千葉県内における唯一のサービスエリアである。

## 施設

### 上り線（千葉方面）
2012年3月28日にドラマチックエリアとしてリニューアルオープン。
- 駐車場
  - 大型 32台
  - 小型 170台
  - 車椅子用 大型 1台・小型 4台
- トイレ
  - 男性 大7（和式2・洋式5）・小16
  - 女性 36（和式14・洋式22）
    - 同伴の男児用 2

  - 車椅子用 1
- フードコート    (24時間)
  - ロッテリア   (7:00 - 22:00)
  - ラーメン「なべとん」　(7:00-23:00※LO＝22:30）
  - 生そば・米粉うどん「かのか」(7:00-23:00※LO＝22:30）
  - 定食・丼「 海山食堂」(11:00-22:00）
- カフェ 「WIRED CAFE」 (7:00-21:00)
- ベーカリー「はらくち製パン所」（ 9:00-18:00)
- まる天  (10:00-18:00）
- 物品販売 （24時間）
- ベビールーム（24時間）
- インフォメーション（平日＝9:00-17:00土日祝＝8:30-19:00）
- ガソリンスタンド（出光興産（東日本宇佐美）（24時間）[1]
- 給電スタンド （1台）
- ドッグラン （24時間）

### 下り線（木更津方面）
2014年3月26日にドラマチックエリアとしてリニューアルオープン。
- 駐車場
  - 大型 34台
  - 小型 170台
  - 車椅子用 大型 1台・小型 4台
- トイレ
  - 男性 大7（和式2・洋式5）・小16
  - 女性 36（和式16・洋式20）
    - 同伴の男児用 2

  - 車椅子用 1
- フードコート（24時間）
  - 定食・丼「豚屋」（10:00-20:00）
  - ラーメン「九龍房」（24時間）
  - そば・うどん「蕎麦蔵    結」（24時間）
  - 海鮮「大圧水産」(10:00-20:00）
- ベーカリー「MIYABI」  (7:00 - 18:00)
- ショッピングコーナー （24時間）
- インフォメーション （平日9:00 - 17:00、土曜・日曜・祝日8:00 - 17:00）
- ハイウェイ情報ターミナル（24時間）
- ドッグラン（24時間）
- ベビールーム（24時間）
- ガソリンスタンド（出光興産（東日本宇佐美）（7:00 - 22:00）[2]
- 給電スタンド(1台）

## 沿革
- 1995年7月18日 : トイレのみの状態で供用開始。
- 2012年3月28日 : 上り線エリアが新装開業[3]。
- 2014年3月26日 : 下り線エリアが新装開業[4][5]。

## 隣
E14 館山自動車道
(13)市原IC - 市原SA - (14)姉崎袖ケ浦IC - (15)木更津北IC